# Ygssjön
Ygssjön är en sjö i Ljusdals kommun i Hälsingland och ingår i Ljusnans huvudavrinningsområde. Sjön har en area på 1,26 kvadratkilometer och ligger 148 meter över havet. Sjön avvattnas av vattendraget Skarpån (Vandelån).

## Delavrinningsområde
Ygssjön ingår i det delavrinningsområde (685298-150653) som SMHI kallar för Utloppet av Ygssjön. Medelhöjden är 188 meter över havet och ytan är 13,55 kvadratkilometer. Räknas de 63 avrinningsområdena uppströms in blir den ackumulerade arean 441,96 kvadratkilometer. Skarpån (Vandelån) som avvattnar avrinningsområdet har biflödesordning 2, vilket innebär att vattnet flödar genom totalt 2 vattendrag innan det når havet efter 128 kilometer. Avrinningsområdet består mestadels av skog (53 procent) och jordbruk (24 procent). Avrinningsområdet har 1,32 kvadratkilometer vattenytor vilket ger det en sjöprocent på 9,7 procent.